# Sjostedtiella angustifrons
Sjostedtiella angustifrons är en stekelart som beskrevs av Pierre L. G. Benoit 1953. Sjostedtiella angustifrons ingår i släktet Sjostedtiella och familjen brokparasitsteklar. Inga underarter finns listade i Catalogue of Life.